# Барком
Барком (ТМ «Родинна ковбаска») — львівська компанія, що займається вирощуванням свиней, великої рогатої худоби, виготовленням та реалізацією продуктів громадського харчування. У власності компанії 20 ферм, обробляється 8 тисяч гектарів земель. Магазини «Родинна ковбаска» розташовані в 11 областях України.
Компанії належать торгові марки «Родинна ковбаска» та «Хліборія». «Барком» є скороченим від «Баран і компанія».

## Про компанію
Рік заснування — 1998. На початку роботи компанія мала дві торговельні точки на Львівському вокзалі. Ковбасні вироби привозили з Польщі і продавали у Львові.
Структура бізнесу — сімейна, у компанії працюють батько і мати Олега Барана, брат і два племінника.
2013 року компанію «Очко», що була власником ТМ «Родинна ковбаска», було визнано банкрутом, після чого вона змінила власника, ним став Андрій Леочко. Представники компанії «Барком» стверджували, що «Очко» вже не мала стосунку до «Родинної ковбаски».
Працює за принципом вертикальної інтеграції: власні поля, ферми, м'ясопереробний завод та власний ринок збуту. До 2014-го продавала товари різних виробників, в тому числі з Росії, через що неодноразово піддавалась критиці громадськості. З березня 2014-го в магазинах компанії продаються виключно власні продукти. Після цього магазини було виключено зі списку бойкоту.
2016 компанія отримала приз «Обличчя міста» (Львів). Є спонсором волейбольного клубу зі Львова.

### Власник
Олег Баран — колишній керівник львівського міського осередку Партії регіонів. У грудні 2013-го виступав із засудженням дій тодішньої центральної влади, залишаючись при цьому членом Партії регіонів. 19 лютого 2014-го вийшов з партії після акцій бойкоту, влаштованих активістами щодо магазинів мережі.